# FX (亞洲)
FX為美國FX電視網的亞洲娛樂頻道，由福斯傳媒集團所有、星空傳媒負責發送。 2012年，FX印度被FX亞洲取代。
因應Disney+準備在全亞洲正式提供服務，迪士尼於2021年4月宣佈包括本頻道在內共18個頻道於2021年10月1日起正式停播。

## 首播影集
以下譯名以香港為主
- 超級製作人
- According to Jim（英语：According to Jim）
- 婚外情事[a]
- 雙面女間諜
- 美國犯罪故事[b]
- 美國恐怖故事
- 美國眾神
- 冷戰諜夢
- 風流007
- 發展受阻
- 亞特蘭大
- Awake
- 小丑夢搖籃（英语：Baskets (TV series)）（又譯：小醜夢搖籃）
- 更美好的事
- 落難財神（英语：Big Lake (TV series)）
- 黑色星期一（英语：Black Monday (TV series)）
- 波城法網
- 荊棘之路（英语：Briarpatch (TV series)）
- 加州靡情
- 機遇
- Call Me Fitz（英语：Call Me Fitz）
- 金科玉律（英语：The Comey Rule）
- 併發症（英语：Complications (TV series)）
- 衝擊效應（英语：Crash (2008 TV series)）
- Charlie Jade（英语：Charlie Jade）
- 達文西惡魔（台譯：達文西闇黑英雄）
- 戴斯歸來（英语：Dice (TV series)）
- Dirt（英语：Dirt (TV series)）
- 黑金家族
- 荒唐好萊塢
- 監慾風雲
- 未來迷城
- 住家男人
- 宿敵
- 布魯克林壞分子（英语：Flatbush Misdemeanors）
- 雪鎮疑殺（英语：Fortitude (TV series)）
- 歡樂一家親
- 勝利之光（英语：Friday Night Lights (TV series)）
- 惡夜追殺令（英语：From Dusk till Dawn: The Series）
- 遊俠笑傳
- 關人矮事（台譯：黑道好萊塢[c]）
- 上帝之鳥 (電視劇)
- 難得幸福（英语：Happyish）
- 奪命島（英语：Harper's Island）
- 英雄（台譯：超異能英雄）
- 國土安全（台譯：反恐危機）
- 謊言堂
- 含笑上台
- 火線人生
- 審訊（英语：Interrogation (TV series)）
- 酒吧五傑／陽光費城
- 酸黃瓜先生的人生笑話（英语：Kidding）（又譯：酸瓜先生的人生笑話）
- 謀殺（英语：The Killing (U.S. TV series)）
- 大城市小戇男（英语：The Life & Times of Tim）
- 拳手殘暉
- 讀心者（台譯：靈聽）
- 聲大夾惡：鐵幕後的新聞王國（英语：The Loudest Voice）（台譯：腥聞教父）
- 路易單人秀（英语：Louie (TV series)）
- 廣告狂人
- 緝兇：致命遊戲（英语：Manhunt (2017 TV series)）
- 邊疆飆風族（英语：Mayans M.C.）
- 心靈醫師
- 月球基地8號
- 怪物樂園（英语：Monsterland (TV series)）
- 美國夫人
- 迷惑年代（英语：My Generation (TV series)）
- 爛佬贖罪記（台譯：樂透趴趴走）
- 新教宗
- 歪版護士
- 我的搞笑總統（英语：Our Cartoon President）
- 低俗怪談（台譯：英國恐怖故事）
- 洛杉磯恐怖故事
- 黑手遮天
- 烈女復仇之路
- 富貴浮雲（英语：The Riches）
- 那些年，當二世祖追求時／那些年，當小開追求時（英语：Running Wilde）
- 天使引路人（英语：Saving Grace (TV series)）
- 富家窮路
- 醫院狂想曲
- Seinfeld
- 奸騙世家（英语：Scoundrels (TV series)）
- 迷眼（英语：Shut Eye (TV series)）
- 單親辣媽（英语：SMILF）
- 偷拐搶騙
- 德州之子
- Son of the Beach（英语：Son of the Beach）
- 飆風不歸路
- 佐恩之子
- 毒雪紛飛（英语：Snowfall (TV series)）[d]
- 斯巴達克斯：血與沙
- 英國特警隊
- 末日逼近
- 瑞典混蛋偵探社（英语：Swedish Dicks）
- 死亡禁忌（英语：Taboo (2017 TV series)）
- 無牌偵探所（英语：Terriers (TV series)）
- 測試生活（英语：Testees）
- 神勇急救隊
- 信任（英语：Trust (U.S. TV series)）
- 陰屍路
- 網療庸醫／網療記
- 低俗殭屍玩出征（英语：What We Do in the Shadows (TV series)）（台譯：吸血鬼家庭屍篇）
- 成名之路（英语：White Famous）
- 年輕教宗
- 法官大人

## 相關
- FX
- 福斯傳媒集團
- 星空傳媒

## 備註
1. ↑  第1－3季由RTL CBS Entertainment首播，第4季起改由本頻道首播，前3季則搶先在FOX+上線。
2. ↑  原先由FOX Crime首播，第2季起改由本頻道首播。
3. ↑  臺灣FOX+譯為《黑道當家》
4. ↑  第3季起改由FOX首播

## 外部連結
- Official Site
- FX - 頻道 - now TV（页面存档备份，存于）（繁體中文）
- Official Site（页面存档备份，存于） 